# Argentina ai XIV Giochi olimpici invernali
L'Argentina partecipò ai XIV Giochi olimpici invernali, svoltisi a Sarajevo, Jugoslavia, dall'8 al 19 febbraio 1984, con una delegazione di 18 atleti impegnati in tre discipline.

## Delegazione
| Sport        | Uomini | Donne | Totale |
| ------------ | ------ | ----- | ------ |
| Biathlon     | 3      | 0     | 3      |
| Sci alpino   | 5      | 5     | 10     |
| Sci di fondo | 5      | 0     | 5      |
| Totale       | 13     | 5     | 18     |

## Biathlon

### Uomini
| Gara         | Atleta           | Penalità 1 | Tempo   | Posizione |
| ------------ | ---------------- | ---------- | ------- | --------- |
| 10 km Sprint | Víctor Figueroa  | 5          | 41:40.2 | 61        |
| 10 km Sprint | Luis Ríos        | 4          | 40:36.5 | 60        |
| 10 km Sprint | Osccar di Lovera | 3          | 40:25.7 | 59        |

| Gara  | Atleta          | Tempo     | Penalità | Tempo corretto 2 | Posizione |
| ----- | --------------- | --------- | -------- | ---------------- | --------- |
| 20 km | Luis Ríos       | 1'32:17.9 | 10       | 1'42:17.8        | 58        |
| 20 km | Víctor Figueroa | 1'27:02.3 | 7        | 1'34:02.3        | 55        |

Legenda
1 Per ogni bersaglio mancato è previsto un giro di penalità di 150 m.
2 Per ogni bersaglio mancato al tempo è aggiunto un minuto.

## Sci alpino

### Uomini
| Atleta              | Gara           | 1ª manche | 1ª manche | 2ª manche | 2ª manche | Totale  | Totale    |
| Atleta              | Gara           | Tempo     | Posizione | Tempo     | Posizione | Tempo   | Posizione |
| ------------------- | -------------- | --------- | --------- | --------- | --------- | ------- | --------- |
| Américo Astete      | Discesa libera |           |           |           |           | 2:01.60 | 54        |
| Enrique de Ridder   | Discesa libera |           |           |           |           | 1:59.76 | 52        |
| Nicolas van Ditmar  | Discesa libera |           |           |           |           | 1:58.86 | 49        |
| Jorge Birkner       | Discesa libera |           |           |           |           | 1:54.92 | 45        |
| Nicolas van Ditmar  | Slalom gigante | DNF       | –         | –         | –         | DNF     | –         |
| Enrique de Ridder   | Slalom gigante | 1:38.49   | 53        | 1:41.33   | 53        | 3:19.82 | 52        |
| Jorge Birkner       | Slalom gigante | 1:33.82   | 48        | 1:34.18   | 45        | 3:08.00 | 46        |
| Fernando Enevoldsen | Slalom gigante | 1:33.82   | 48        | 1:34.45   | 46        | 3:03.27 | 47        |
| Fernando Enevoldsen | Slalom         | DSQ       | –         | –         | –         | DSQ     | –         |
| Américo Astete      | Slalom         | 1:04.90   | 42        | DNF       | –         | DNF     | –         |
| Nicolas van Ditmar  | Slalom         | 1:02.30   | 39        | 58.18     | 24        | 2:00.48 | 24        |
| Jorge Birkner       | Slalom         | 1:00.85   | 37        | 55.70     | 19        | 1:56.55 | 22        |

### Donne
| Atleta                  | Gara           | 1ª manche | 1ª manche | 2ª manche | 2ª manche | Totale  | Totale    |
| Atleta                  | Gara           | Tempo     | Posizione | Tempo     | Posizione | Tempo   | Posizione |
| ----------------------- | -------------- | --------- | --------- | --------- | --------- | ------- | --------- |
| Teresa Bustamante       | Discesa libera |           |           |           |           | 1:21.62 | 30        |
| Geraldina Bobbio        | Slalom gigante | 1:21.99   | 48        | 1:25.61   | 41        | 2:47.51 | 41        |
| Gabriela Angaut         | Slalom gigante | 1:19.63   | 47        | 1:23.53   | 40        | 2:43.16 | 40        |
| Magdalena Birkner       | Slalom gigante | 1:17.64   | 46        | 1:22.06   | 39        | 2:39.70 | 39        |
| Teresa Bustamante       | Slalom gigante | 1:15.33   | 44        | 1:18.86   | 36        | 2:34.19 | 36        |
| Gabriela Angaut         | Slalom         | DSQ       | –         | –         | –         | DSQ     | –         |
| Magdalena Saint Antonin | Slalom         | DNF       | –         | –         | –         | DNF     | –         |
| Teresa Bustamante       | Slalom         | DNF       | –         | –         | –         | DNF     | –         |
| Magdalena Birkner       | Slalom         | 56.36     | 23        | 58.39     | 18        | 1:54.75 | 18        |

## Sci di fondo

### Uomini
| Gara                | Atleta                                                               | Risultati | Risultati |
| Gara                | Atleta                                                               | Tempo     | Posizione |
| ------------------- | -------------------------------------------------------------------- | --------- | --------- |
| 15 km               | Martín Pearson                                                       | 54:50.0   | 76        |
| 15 km               | Ricardo Holler                                                       | 54:34.6   | 75        |
| 15 km               | Julio Moreschi                                                       | 52:19.1   | 73        |
| 15 km               | Norberto von Baumann                                                 | 52:08.9   | 72        |
| 30 km               | Alejandro Baratta                                                    | 2'09:33.1 | 68        |
| 30 km               | Ricardo Holler                                                       | 2'02:00.4 | 67        |
| 50 km               | Ricardo Holler                                                       | 3'05:41.2 | 50        |
| Staffetta 4 × 10 km | Julio Moreschi Norberto von Baumann Ricardo Holler Alejandro Baratta | 2'27:07.1 | 16        |